# Luigi Sacchi

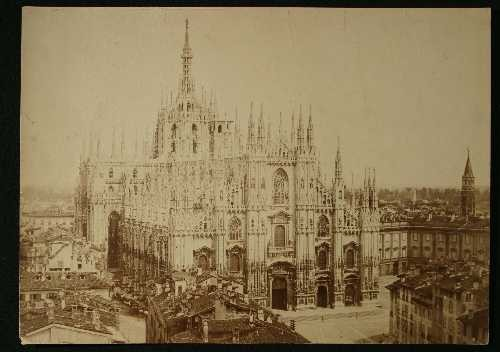
Luigi Sacchi: Milán, Piazza Duomo, asi 1860

Luigi Sacchi (1805–1861) byl italský malíř a fotograf působící v Miláně.

## Život a dílo
Zachycoval pohledy na Sorrento, Capri a archeologicky proslavené lokality jako jsou Pompeje nebo Agrigento, ale také výjevy všedního života v Neapoli s velkými kontrasty mezi chudobou a bohatstvím. Řadí se mezi významné fotografy druhé poloviny 19. století jako například Luigi Sacchi Calvert Richard Jones, Firmin Eugène Le Dien, Gustave Le Gray, George Wilson Bridges, Giorgio Sommer nebo Giuseppe Incorpora.
Luigi Sacchi v roce 1859 začal vydávat časopis o umění a fotografii s názvem L Artista z ateliéru fotografa Pompea Pozzi.

## Galerie

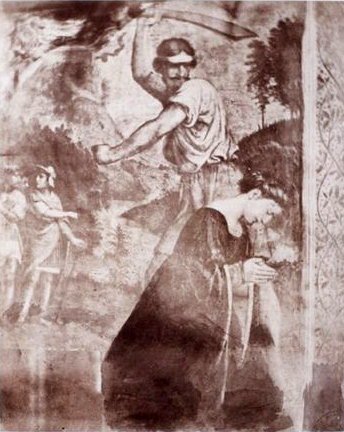
Fotografická kopie obrazu Bernardina Luiniho: Popravení svaté Kateřiny, 1858
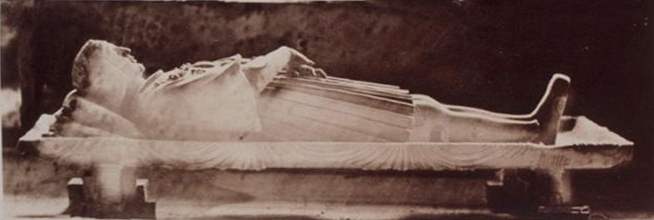
Dokumentární snímek: Agostino Busti: Hrobka Gastona De Foix, asi 1859
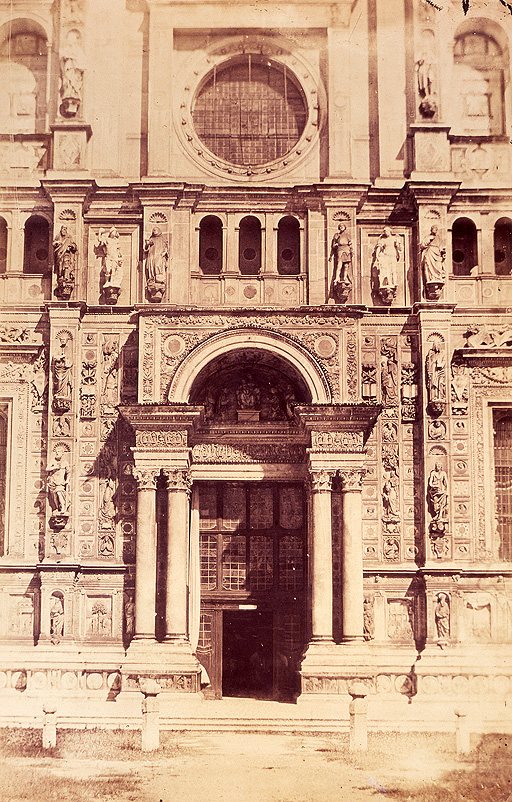
Certosa di Pavia, 1854
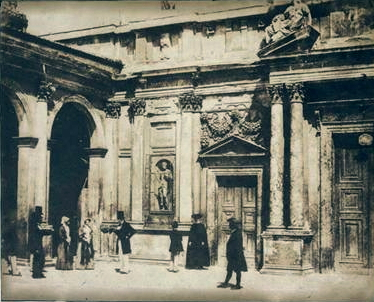
Milán, Chiesa di Santa Maria presso San Celso, 1849